# Ferran Casajuana Escofet
Ferran Casajuana Escofet (Vilanova i la Geltrú, 9 de setembre de 1899 - Reus, 31 d'octubre de 1967) va ser un dibuixant, caricaturista i comerciant català.
Era fill de Ramon Casajuana Valls (c. 1860?–1925) i de Magdalena Escofet Rosies (1863-1927). Resident a Reus des de molt petit, on el seu pare s'hi va instal·lar amb tota la família, als 9 anys començà a dibuixar, i el 1916, amb la col·laboració d'un altre notable caricaturista local, Pere Vidiella, i el seu germà Ernest, van organitzar, a l'entitat El Círcol, el I Saló d'Humoristes que va tenir un èxit considerable. Ferran Casajuana hi participava amb el pseudònim de Ksa, que va seguir utilitzant sempre com a signatura dels seus dibuixos. Entre el 1916 i el 1918 publicà dibuixos a la revista El Heraldo de Reus, i també a El Heraldo de Cataluña. El 1917 dibuixà l'emblema del Reus Deportiu. Va ser vicepresident de l'Agrupació Excursionista de Reus el 1918. Amb 19 anys va exposar una col·lecció dels seus dibuixos i caricatures al Centre de Lectura, amenitzada amb acompanyament musical.
Acabat el batxillerat, anà a l'estranger, i residí a França, Anglaterra i els Estats Units d'Amèrica. Tornat a Reus, s'incorporà a la botiga dels seus germans, una camiseria de confecció situada als baixos del Palau Bofarull. El 1930 va exposar al Centre de Lectura una sèrie de caricatures amb molt d'èxit. Publicà acudits il·lustrats a Les Circumstàncies i a Foment durant molts anys. Xavier Amorós ens diu que, a causa de l'agudesa i l'agressivitat dels seus dibuixos, durant les campanyes electorals es temia per la seva integritat física i el comitè local d'Esquerra Republicana li havia de proporcionar a les nits, ja que era un gran noctàmbul, una escorta de dos joves militants per a evitar agressions. Destacà com a cartellista, i va dissenyar la bandera de l'Orfeó Reusenc, entitat de la que en va ser president el 1950, iniciant la seva recuperació teatral i musical.
En la postguerra va impulsar una tertúlia a la seva botiga, on hi participaven alguns dels intel·lectuals noucentistes reusencs. Xavier Amorós explica que "els tertulians hi anaven amb força assiduïtat per estar-s'hi cadascú una mitja horeta". Eren persones que havien format part del catalanisme militant en temps de la República. Entre els assistents trobem els metges Pere Barrufet, Joan Domènech Mas, Salvador Vilaseca, Lluís Grau Barberà i Jaume Sabater Vallès. El doctor Barrufet va ser militant d'ERC i el doctor Sabater, d'Acció Catalana. Tots ells havien tingut càrrecs al Centre de Lectura. També hi assistien Emili Argilaga Martorell, Ramon Guardans Atzerias (consogre de Francesc Cambó) i el doctor Vallespinosa. Algunes vegades, quan era a Reus, hi anava el pintor Josep Ferré Revascall.
Va ser un dels impulsors de l'Associació d'Estudis Reusencs, junt amb Gaietà Vilella. Cap al final de la seva vida va ser vicepresident del consell d'administració de la Banca Vilella.